# Eleonora d'Aquitania
Eleonora d'Aquitania (Bordeaux, 1122 – Fontevrault, 1º aprile 1204) fu duchessa d'Aquitania e Guascogna e contessa di Poitiers dal 1137 alla sua morte, regina consorte di Francia dal 1137 al 1152 e poi d'Inghilterra dal 1154 al 1189.
In quanto erede della casata dei Poitiers, governanti nella Francia sud-occidentale, era una delle donne più ricche e potenti dell'Europa occidentale durante il Basso Medioevo. Era mecenate di importanti letterati come Robert Wace, Benoît de Sainte-Maure e Bernart de Ventadorn. Guidò gli eserciti più volte nella sua vita e fu capo della seconda crociata.

## Biografia

### Infanzia
Era la figlia primogenita del duca di Aquitania, duca di Guascogna e conte di Poitiers, Guglielmo X il Tolosano e della sua prima moglie, Aénor di Châtellerault († dopo il 1130), figlia del visconte Americo I di Châtellerault e della Maubergeon, che al momento della sua nascita era l'amante di suo nonno Guglielmo IX il Trovatore.
Guglielmo X il Tolosano era il figlio primogenito (citato come primogenito ed erede del ducato di Aquitania dall'arcivescovo Guglielmo della città di Tiro, nell'odierno Libano) del duca di Aquitania, duca di Guascogna, conte di Poitiers e conte di Tolosa, Guglielmo IX detto il Trovatore e della sua seconda moglie, Filippa di Tolosa, l'unica figlia del conte di Tolosa, conte d'Albi e marchese di Provenza, Guglielmo IV e di Emma di Mortain († circa 1126), figlia del conte di Mortain e Cornovaglia, Roberto di Mortain e di Matilde di Montgommery, figlia di Ruggero, signore di Montgommery, visconte d'Hiémois e futuro conte di Shrewsbury e di Mabel d'Alençon.
Eleonora fu battezzata Alienor (interpretato poi in seguito come l'Aliena, l'Estranea) che in langue d'oc vuol dire "l'altra Aénor" (poi francesizzato in langue d'oïl in Eléanor). Fu cresciuta alla corte d'Aquitania, una delle più raffinate del XII secolo, che, per merito di suo nonno alla fine del secolo precedente, aveva visto nascere l'estetica dell'amor cortese nelle diverse residenze dei duchi d'Aquitania, soprattutto Poitiers e Bordeaux; ricevette l'educazione di una giovane nobile del suo tempo: imparò a leggere e scrivere in latino, la musica, la matematica e la letteratura dell'epoca, ma apprese anche a cavalcare e a cacciare. Il 3 marzo 1130, secondo lo storico e archeologo francese Jacques Joseph Champollion-Figeac, suo padre Guglielmo X fece una donazione alla chiesa di Sant'Ilario de La Celle (nei dintorni di Poitiers) che veniva controfirmata da lui stesso, dalla consorte Aénor, da Eleonora e dal fratellino Guglielmo l'Ardito (Willielmi ducis Aquitanorum, Aenordis comitissæ, Alienordis filiæ eorum, Wilelmi Aigres filii eorum).

### Ereditiera d'Aquitania
Non si conosce l'anno esatto, ma tra il 1130 e il 1137 Eleonora ereditò i ducati d'Aquitania e di Guascogna, fra i più importanti domini del Regno di Francia, senza però essere feudi della corona, per la morte del fratello, Guglielmo l'Ardito.
Nel contempo, rimasto vedovo, dopo il 1130, suo padre Guglielmo sposò in seconde nozze Emma di Limoges (Ennoa seu Emma), figlia del conte di Limoges, Ademaro III (aliam tamen filiam [Ademari]).
Suo zio Raimondo di Poitiers (circa 1115-1149) nel 1136 sposò la principessa Costanza d'Antiochia (come viene ricordato dall'arcivescovo Guglielmo di Tiro), di dieci anni, figlia ed erede di Boemondo II principe d'Antiochia, e di Alice di Gerusalemme per cui, poi, divenne principe d'Antiochia.
Guglielmo X, alla fine del 1136, iniziò un pellegrinaggio per Santiago di Compostela, ma morì forse per un'intossicazione alimentare durante il viaggio (sembra il giorno di Venerdì Santo del 1137) la vigilia di Pasqua, il 9 aprile e fu sepolto a Santiago di Compostela. Lasciò due figlie: Eleonora e Petronilla. Comunque prima di morire si raccomandò che la primogenita Eleonora, che gli subentrava nei titoli di duchessa d'Aquitania e di Guascogna e di contessa di Poitiers, portando in dote l'Aquitania, fosse data in sposa a Luigi, figlio ed erede del re di Francia Luigi VI.
Luigi VI, pensando che in tal modo il Regno di Francia dalla Loira si sarebbe esteso sino ai Pirenei e al mar Mediterraneo, accettò di buon grado e così, secondo Orderico Vitale, Luigi il Giovane con un folto seguito si diresse in Aquitania.
Il matrimonio tra Eleonora e Luigi di Francia fu celebrato a Bordeaux il 22 luglio 1137, nella cattedrale di Sant'Andrea. La prima notte di nozze fu nel castello di Taillebourg. Secondo l'usanza dell'epoca le feste durarono alcuni giorni e si svolsero nei dintorni di Bordeaux, al palazzo di Ombrière; le feste accompagnarono gli sposi anche nel loro viaggio verso Parigi.
Gli sposi furono incoronati duchi d'Aquitania nella cattedrale di Poitiers, ma il ducato non venne riunito alla corona di Francia: Eleonora rimase duchessa e Luigi duca consorte. Fu altresì stabilito che il loro primo figlio sarebbe stato re di Francia e duca d'Aquitania, quindi la fusione dei due domini sarebbe avvenuta con la generazione successiva. Secondo Orderico Vitale, Luigi VII fu incoronato a Poitiers re di Francia e re consorte di Aquitania, dopo la morte del padre, Luigi VI, morto il primo di agosto del 1137 (dopo essersi ammalato nella foresta vicino a Compiègne), quando gli sposi erano ancora in viaggio per Parigi.

### Primi anni di matrimonio con il re di Francia Luigi VII

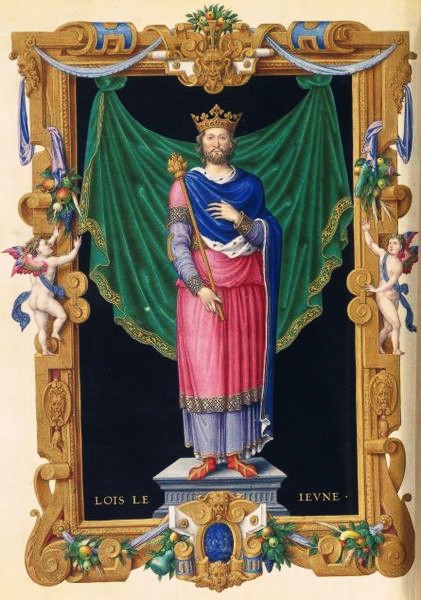
Luigi VII di Francia

Nel giorno di Natale del 1137 Eleonora venne incoronata a Bourges, mentre il marito venne incoronato nuovamente (essendo già stato incoronato all'età di 11 anni, il 25 ottobre 1131, a Reims). Orderico Vitale menziona l'avvenimento, con grande partecipazione da tutto il Regno di Francia e dal ducato di Aquitania, citando solo l'incoronazione di Luigi VII.
Di spirito libero e vivace, Eleonora non fu ben accetta alla corte di Francia, viceversa fredda e riservata; fu criticata per la sua condotta ritenuta indecente (così come era già avvenuto per un'altra regina del Sud della Francia, Costanza d'Arles, moglie di Roberto II di Francia, circa un secolo prima). I suoi lussi, dai gioielli alle tappezzerie, sorpresero i cortigiani, e anche i trovatori che lei faceva venire alla corte non erano graditi: il Marcabruno, addirittura, fu cacciato dal re in persona per le canzoni, un poco spinte, composte per la sua amata, che forse era la stessa regina; il trovatore in seguito dovette recarsi presso le corti spagnole per potere continuare a vivere della sua arte.
Eleonora era soprattutto criticata per l'influenza che esercitava sul re. La giovane coppia (entrambi avevano meno di vent'anni) prendeva decisioni avventate, come la spedizione risoltasi in un insuccesso contro la contea di Tolosa, su cui Eleonora vantava dei diritti per via della nonna Filippa di Tolosa (l'assedio di Tolosa viene ricordato anche da Orderico Vitale); oppure il conflitto con il papa Innocenzo II per la nomina del nuovo arcivescovo di Bourges (Pietro de La Châtre) a cui il re proibì di entrare in città; oppure la pressione esercitata su Rodolfo di Vermandois affinché ripudiasse la moglie, Eleonora di Blois, per risposarsi con la giovane Petronilla d'Aquitania, sorella di Eleonora, invaghita del maturo Rodolfo; Rodolfo accettò, fu scomunicato dal papa assieme a Petronilla e, nel 1142, dovette sostenere un conflitto vittorioso contro il conte di Champagne Tibaldo IV di Blois (presso il quale si era rifugiato Pietro della Châtre), fratello della moglie ripudiata Eleonora.
Durante il conflitto in cui il re appoggiò Rodolfo ci fu la conquista della città di Vitry-en-Perthois; gli abitanti della città, sembra circa 1300, si rifugiarono nella chiesa, a cui fu dato fuoco. Sul Regno di Francia e sulla coppia reale, ancora senza figli, cadde l'interdetto della Chiesa.
Eleonora chiese consiglio a Bernardo di Chiaravalle, che la esortò ad appianare i conflitti. La Champagne fu restituita a Tibaldo e Pietro poté ottenere l'arcivescovato di Bourges. La scomunica fu ritirata e nel 1145 la coppia reale ebbe una figlia, Maria.
Affinché l'interdetto fosse tolto e anche per ottenere la nascita del sospirato figlio maschio Eleonora, influenzata in ciò dalle prediche di Bernardo di Chiaravalle (che aveva ricevuto l'incarico dal papa Eugenio III di predicare la crociata in Francia), spinse Luigi a partecipare alla seconda crociata; lei lo avrebbe accompagnato in Terra santa come pellegrina, come sostiene lo storico Steven Runciman, nel volume II del suo A history of the Crusades.

### Seconda crociata
La crociata francese, rallentata dalla presenza della regina e di parecchie dame dei crociati, partì nel giugno del 1147, mentre la crociata tedesca, partita a maggio, arrivò prima in Terra santa. Con la crociata cominciarono i dissapori tra i coniugi:

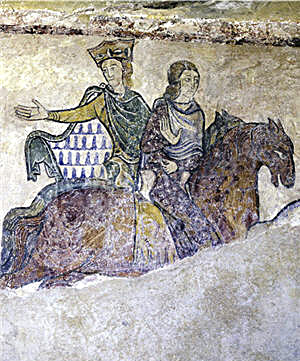
Eleonora in un antico dipinto, a cavallo

- lei si fece accompagnare dal trovatore Jaufré Rudel.
- la strage alla battaglia del monte Cadmo, nel 1148, dove l'avanguardia (con la regina), comandata da un vassallo aquitano, Goffredo di Rancon, contravvenendo agli ordini non attese la retroguardia (con il re) e i pellegrini, che subirono un massacro da parte dei turchi; il re si salvò miracolosamente. La colpa ricadde su Goffredo, ma i dubbi su Eleonora rimasero.
- l'incontro con lo zio di Eleonora, Raimondo di Poitiers, che accolse i crociati in Antiochia, ma non fu ricambiato in alcun modo. Allora circolò la diceria che tra zio e nipote nascesse un incestuoso adulterio, nei mesi in cui Luigi e i francesi furono a Gerusalemme, mentre la regina e gli aquitani rimanevano in Antiochia. In realtà, Luigi insistette con forza affinché Eleonora lo seguisse e, benché si sentisse umiliata e frustrata - e avesse minacciato il marito di utilizzare la loro consanguineità come causa di annullamento del matrimonio - accondiscese al volere del marito, e lo seguì. Per tutto il restante periodo della crociata, fu ubbidiente e mantenne un basso profilo.[21]
- anche l'esito negativo della crociata (la mancata conquista di Damasco) e la colossale menzogna bizantina che nascose ai francesi il disastro a cui erano andati incontro i tedeschi, portò dissapori tra i coniugi.

Nel 1149 Luigi VII ed Eleonora ritornarono dalla crociata e arrivarono in Italia, via mare, separatamente. Incontrarono a Tuscolo il papa Eugenio III, che riuscì a farli riconciliare, escludendo che la loro parentela potesse inficiare la legittimità del loro matrimonio.
Rientrarono in Francia e nel 1150 nacque una seconda figlia, Alice. Nel 1151 il rapporto tra i coniugi era ancora buono: Eleonora, con l'approvazione del marito, re di Francia e duca d'Aquitania, conferma i privilegi all'abbazia delle Dame di Saintes. Secondo i critici della tesi secondo cui l'accusa di incesto tra Eleonora e lo zio Raimondo fu determinante per il fallimento del matrimonio, il concepimento e la nascita di Alice, nonché il temporaneo miglioramento dei rapporti tra i coniugi, ne costituiscono una chiara confutazione.
Ma i dissapori continuarono. L'11 marzo 1152 si riunirono nel sinodo di Beaugency gli arcivescovi di Bordeaux, Rouen, Reims e il primate di Francia, che il 21 marzo, dinnanzi a Luigi ed Eleonora, sancirono con la benedizione papale che il loro matrimonio era stato nullo per consanguineità di quarto grado: ambedue discendevano da Roberto II di Francia (dal primogenito Enrico I di Francia) attraverso Filippo I di Francia e Luigi VI di Francia discendeva Luigi; mentre dal secondogenito duca di Borgogna Roberto di Francia (attraverso Hildegarda di Borgogna, che aveva sposato Guglielmo VIII di Aquitania), Guglielmo IX di Aquitania e Guglielmo X di Aquitania, discendeva Eleonora. Le due figlie venivano dichiarate legittime e sarebbero rimaste presso la corte francese e tutti i possedimenti di Aquitania e Guascogna venivano restituiti a Eleonora.

### Secondo matrimonio

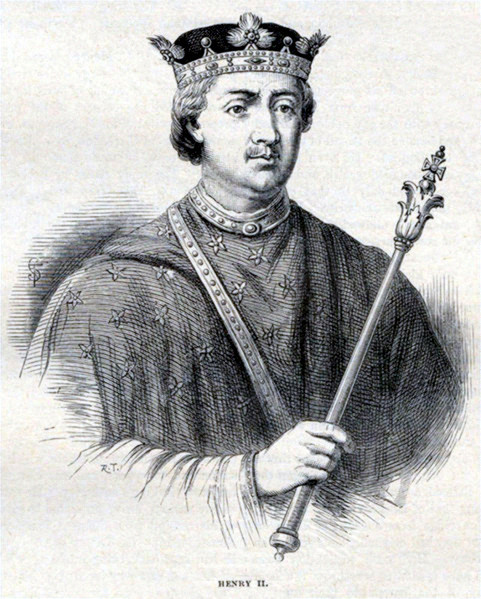
Enrico II d'Inghilterra

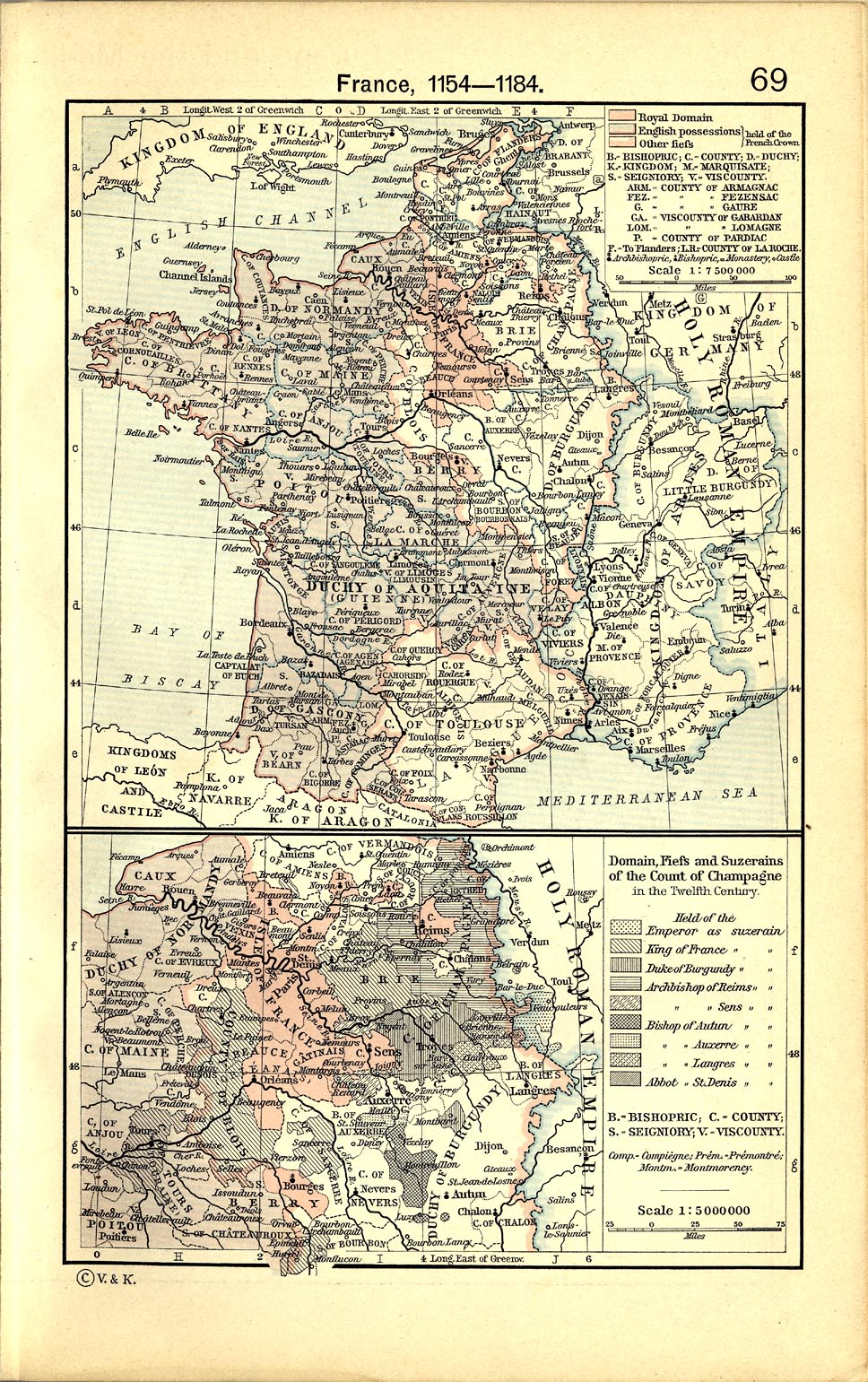
Il matrimonio di Eleonora d'Aquitania con Enrico Plantageneto e la successiva successione al trono d'Inghilterra di Enrico creò un impero

Non appena Eleonora fu rientrata nei suoi possedimenti, sulla via di Poitiers, due nobili, Tebaldo di Blois, figlio del conte di Champagne, Tebaldo II il Grande e Goffredo d'Angiò, fratello di Enrico, conte d'Angiò e duca di Normandia (era succeduto al padre Goffredo V il Bello, il 7 settembre 1151), cercarono di rapirla per sposarla e quindi impadronirsi dei suoi domini. Appena giunta a Poitiers inviò un messaggio al duca di Normandia, Enrico, affinché la raggiungesse e la sposasse.
Sei settimane dopo l'annullamento del precedente matrimonio, il 18 maggio 1152, nel giorno di Pentecoste, Eleonora ed Enrico si sposarono, sembra senza alcuno sfarzo; Enrico, come consorte, aggiunse ai suoi domini i ducati di Aquitania e Guascogna e la contea di Poitiers.
Lei era più anziana di undici anni; ambedue discendevano dalla figlia di Folco III Nerra, Ermengarda d'Angiò (dal suo primo matrimonio con Goffredo II di Gâtinais), attraverso Folco IV d'Angiò, Folco V d'Angiò e Goffredo V il Bello discendeva Enrico; mentre, come visto precedentemente, dal secondo matrimonio con il duca di Borgogna Roberto di Francia (attraverso Hildegarda di Borgogna, che aveva sposato Guglielmo VIII di Aquitania), Guglielmo IX di Aquitania e Guglielmo X di Aquitania, discendeva Eleonora. Un possibile matrimonio tra Enrico e Maria, figlia di Eleonora, era stato escluso per la consanguineità. Inoltre il padre di Enrico, Goffredo il Bello, uno dei presunti amanti di Eleonora, sino a che era in vita, aveva vivamente sconsigliato al figlio di imparentarsi con lei.
Enrico non fu molto fedele a Eleonora ed ebbe la reputazione di conquistatore. Ebbe diversi figli illegittimi; uno di questi, Goffredo di York, nato da una prostituta di nome Ykenai nello stesso anno del figlio legittimo Guglielmo, fu riconosciuto da Enrico e allevato a Westminster sotto la guida della regina.
Il 19 dicembre 1154 Eleonora divenne regina d'Inghilterra, incoronata nell'abbazia di Westminster assieme al marito, che assunse il nome di Enrico II di Inghilterra.
Eleonora, oltre che agire autonomamente in Aquitania e Guascogna in vece di Enrico, poté farlo anche in Inghilterra, come risulta dai Pipe Roll del primo periodo di regno di Enrico II.

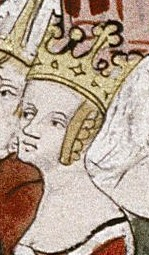
La regina Eleonora

Il periodo di regno di Enrico II, tra l'incoronazione e la nascita dell'ultimo figlio della coppia, Giovanni (1166), fu piuttosto turbolento, anche se Eleonora ne fu coinvolta marginalmente, per diversi motivi:
- l'Aquitania rifiutò l'autorità di Enrico;
- i tentativi di acquisire la contea di Tolosa, appellandosi ai diritti ereditari della nonna Filippa di Tolosa e poi del padre, fallirono;
- le notizie dalla Francia, inerenti al nuovo matrimonio di Luigi, a cui seguì il matrimonio tra Enrico il Giovane e Margherita, figlia di Luigi;
- i contrasti tra il re e san Tommaso Becket, prima cancelliere e poi arcivescovo di Canterbury; Tommaso fu costretto a scappare in Francia, ma al ritorno, nel 1170, fu assassinato nella cattedrale di Canterbury, durante le funzioni vespertine; probabilmente gli assassini interpretarono uno sfogo del re, che non diede mai un preciso ordine. Nonostante il dubbio Eleonora, come tutto il resto d'Europa, venne colta da orrore.
- tra la fine del 1166 e il 1167 il rapporto tra Enrico e Rosamund Clifford divenne noto, e il matrimonio con Eleonora sembrò vicino alla conclusione.

Nel 1167 ci fu il matrimonio tra la terzogenita Matilde e il duca di Baviera e di Sassonia Enrico il Leone; la regina rimase in Inghilterra con la figlia per preparare le nozze, iniziando un periodo di separazione; rientrò in Francia solo per Natale.

### Mecenate
Quando la regina fu in Francia tenne corte a Poitiers (riattivandola dopo anni di abbandono) e seguì soprattutto i suoi interessi in Aquitania. Nel 1170 Eleonora riuscì a fare assegnare al figlio quartogenito Riccardo i possedimenti di Guascogna, Aquitania e Poitou.
La corte fu ritrovo d'artisti e trovatori, tra cui Bernart de Ventadorn, con il quale Eleonora ebbe una fugace ma intensa relazione, e i normanni Benoît de Sainte-Maure e Robert Wace; ebbe contatti anche con Arnaut Guilhem de Marsan, signore di Marsan, che aveva composto una guida di buon comportamento del cavaliere.
Secondo Andrea Cappellano Eleonora creò una corte letteraria con la figlia Maria, protettrice del troviero Chrétien de Troyes, verso il 1170; sembrerebbe però che i corsi d'amore decantati da André siano state delle esagerazioni per piaggeria nei confronti di Filippo Augusto, di cui era un chierico, per diffamare Eleonora.

### Rivolta e cattura
Il figlio secondogenito ed erede al trono Enrico il Giovane, debole di carattere e circondato da consiglieri nemici del padre, iniziò una ribellione, nel 1173. Si recò a Parigi, da dove su consiglio di Luigi VII lanciava accuse e calunnie contro il proprio padre; quindi si recò segretamente in Aquitania, dove i fratelli Riccardo e Goffredo vivevano alla corte di Poitiers, presso la madre; Enrico il Giovane incitò i fratelli, sembra con il consenso della madre, a unirsi a lui nella ribellione. Eleonora spinse i figli a raggiungere Parigi per unirsi al fratello maggiore contro il loro padre Enrico; poi spinse i suoi vassalli aquitani e guasconi a unirsi alla ribellione. Quindi Eleonora, ad aprile, lasciata Poitiers si mise sulla via di Parigi per raggiungere i tre figli, ma fu intercettata e arrestata e quindi inviata al re Enrico a Rouen.
 Fu segretamente imprigionata a Chinon e per circa un anno il segreto venne mantenuto. L'8 luglio 1174 il re si imbarcò per l'Inghilterra a Barfleur, portando Eleonora con sé e appena furono sbarcati a Southampton la imprigionò nel castello di Winchester e poi in quello di Sarum. I tre figli dopo poco fecero atto di sottomissione al padre e la ribellione finì.

### Anni della prigionia

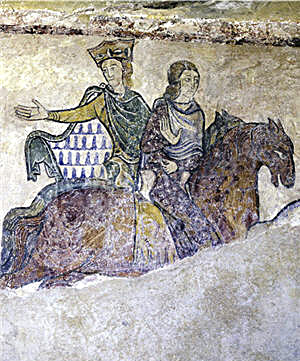
Eleonora e Isabella d'Angoulême

Eleonora rimase in carcere in Inghilterra per circa quindici anni. Durante la prigionia fu tenuta separata dai figli, specialmente da Riccardo, che era sempre stato il suo favorito; non ebbe modo di incontrarli spesso, per quanto, in speciali occasioni come il Natale, le fosse permesso di uscire liberamente.
Nel 1176 Rosamunda Clifford (1150-1176), il grande amore di Enrico, morì. Il legame era nato nel 1166 e dal 1173 Enrico covava l'idea di divorziare da Eleonora, e nel 1175 pensò di chiuderla nel convento di Fontevraud, facendole prendere i voti di povertà e quindi rinunciare a tutti i titoli e i domini. Alla morte di Rosamunda Enrico credette che fosse stata avvelenata con la complicità di Eleonora, che si professò sempre innocente (era solita ripetere che quando Dio si era preso Rosamunda lei era costantemente sorvegliata dalle spie di Enrico e quindi, anche volendo, nell'impossibilità di avvelenarla).
Nel 1183 Enrico il Giovane, non accontentato alla sua richiesta del ducato di Normandia (di cui era nominalmente duca), si ribellò nuovamente e con l'aiuto delle truppe del fratello Goffredo e di quelle del re di Francia Filippo Augusto (1165-1223) tese un'imboscata al padre a Limoges. Quest'ultimo assediò la città costringendo Enrico il Giovane a fuggire e girovagare per l'Aquitania, finché si ammalò di dissenteria. L'11 giugno 1183, sentendosi vicino alla morte e preso da rimorso chiese perdono al padre per sé e per la madre e per tutti i suoi compagni di ventura, e che tutti fossero lasciati liberi. Eleonora ricevette la notizia della morte del figlio nel castello di Sarum (lei stessa disse poi al papa Celestino III, nel 1193, che in sogno aveva previsto quella morte, che la faceva ancora soffrire molto).
Alla morte di Enrico il Giovane, Filippo Augusto reclamò, per conto della sorella Margherita, alcune proprietà in Normandia; ma il re Enrico non le consegnò in quanto ritenne che alla morte del figlio esse dovessero ritornare in possesso di Eleonora, che per questo fu convocata in Normandia, alla fine dell'estate del 1183 e vi risiedette per sei mesi. Iniziò per lei un periodo di semilibertà; tornò in Inghilterra all'inizio del 1184. Negli anni seguenti Eleonora fu spesso in compagnia del marito, anche in atti governativi, adoperandosi per garantire a Riccardo la successione al trono, ma non fu mai realmente libera, perché sempre sorvegliata.
Nel 1186 morì il figlio Goffredo, duca di Bretagna, durante un torneo alla corte di Francia.

### Reggente del Regno d'Inghilterra
Il 6 luglio 1189 il re Enrico morì e Riccardo, essendogli subentrato nel titolo di re d'Inghilterra, inviò immediatamente Guglielmo il Maresciallo a liberare la madre, che però era già stata liberata e cavalcando verso Westminster ricevette l'omaggio di nobili e prelati. Eleonora, affiancata da Guglielmo il Maresciallo, governò l'Inghilterra in nome del figlio, che rientrò dalla Francia il 13 agosto, accolto con molto entusiasmo; continuò a governare in nome del figlio anche quando Riccardo partì per la terza crociata, dopo l'incoronazione avvenuta a Westminster il 3 settembre 1189 
Uno dei primi provvedimenti di Eleonora, su consiglio di Guglielmo il Maresciallo, fu l'amnistia nei confronti di tutti coloro che erano stati imprigionati illegalmente e nel contempo ordinò a tutti gli uomini liberi di fare atto di sottomissione a Riccardo Cuor di Leone.
Nel corso del 1191 lasciò l'Inghilterra nelle mani del lord cancelliere Guglielmo di Longchamp e si recò a Messina per organizzare il matrimonio del figlio Riccardo. Quando rientrò in Inghilterra appoggiò il figlio Giovanni Senzaterra nella sua disputa contro il cancelliere. Quando, sulla via del ritorno dalla Terrasanta, Riccardo fu catturato in Austria, Eleonora riuscì prima nel 1193 a sventare la cospirazione tentata dal figlio Giovanni contro Riccardo e poi a mettere insieme l'ingente somma del riscatto, che portò personalmente a Magonza all'imperatore Enrico VI e infine, l'anno seguente, favorì la riconciliazione tra i due fratelli, Riccardo e Giovanni.

### Ultimi anni di vita

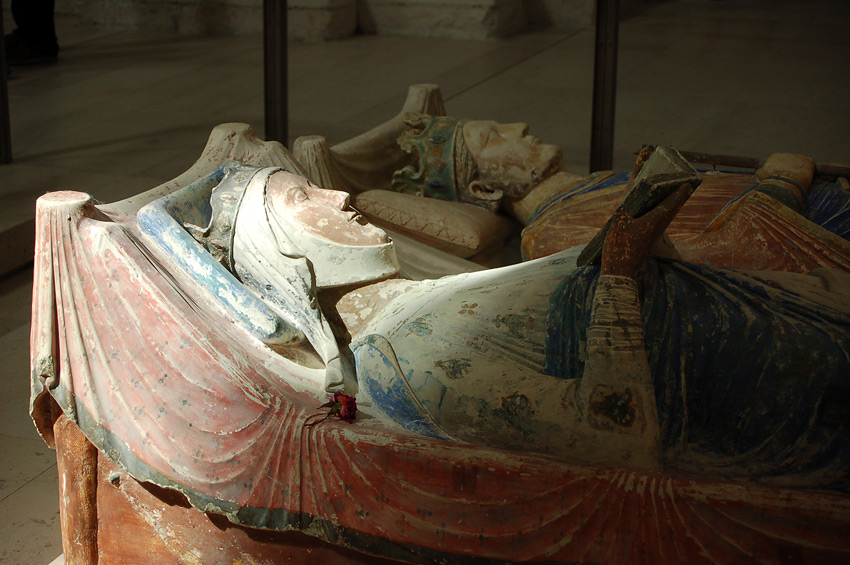
Abbazia di Fontevrault: i sarcofagi di Eleonora e di Enrico II

Eleonora sopravvisse a Riccardo, che morì nel 1199, e mentre i grandi d'Inghilterra e Normandia riconoscevano Giovanni, il figlio più giovane di Eleonora, intorno alla quale si erano raccolti gli Aquitani, i baroni delle terre occidentali del Maine, dell'Angiò e della Turenna appoggiarono le aspirazioni del nipote Arturo I di Bretagna, il figlio postumo di Goffredo.
Alla fine anche con il contributo del re di Francia Filippo Augusto la successione, fatti salvi i diritti di Arturo (che fu temporaneamente affidato alle cure di Filippo Augusto) sulla Bretagna, fu assicurata a Giovanni Senzaterra e, prima di consegnare l'Aquitania a Giovanni, Eleonora aveva reso omaggio al re francese, Filippo Augusto.
Tra i termini della tregua stabilita tra Giovanni d'Inghilterra e Filippo Augusto di Francia vi fu anche la promessa di matrimonio tra il dodicenne Luigi, figlio di Filippo, e una delle due nipoti di Giovanni, figlie della sorella Eleonora e di Alfonso VIII di Castiglia. Giovanni incaricò la madre di andare in Castiglia per scegliere la nipote. Appena lasciata Poitiers, Eleonora fu catturata da Ugo IX di Lusignano, che nel passato aveva avuto dissapori con il re Enrico. Promise a Ugo ciò che desiderava e proseguì il viaggio attraverso i Pirenei, la Navarra e la Castiglia, dove arrivò nel gennaio del 1200.
Alla corte di Castiglia si fermò due mesi e tra Urraca e Bianca, scelse la più giovane Bianca. Rientrarono in Francia e arrivarono a Bordeaux per la Pasqua. Un famoso guerriero, il Mercadier, si offrì di scortarle, ma pochi giorni dopo fu ammazzato in uno scontro con un rivale. La tragedia colpì la vecchia regina che non fu più in grado di proseguire il viaggio; affidata Bianca all'arcivescovo di Bordeaux, Eleonora si ritirò nell'abbazia di Fontevrault, dove all'inizio dell'estate il figlio Giovanni le fece una visita; nei primi mesi del 1201 non si era ancora ripresa del tutto.
Quando riprese la guerra tra Giovanni e Filippo, Eleonora sostenne il figlio; quando il nipote Arturo, alleato di Filippo, cercò di prendere il controllo dell'Aquitania, che gli era stata assegnata dal re di Francia, Eleonora lasciò l'abbazia per raggiungere Poitiers; Arturo saputolo riuscì a bloccarla e assediarla nel castello di Mirebeau. Giovanni accorse allora in soccorso della madre, sconfisse gli assedianti e fece prigioniero Arturo, che, incarcerato, fu fatto uccidere il 3 aprile 1203 (un giovedì santo), forse avvelenato, dallo zio.
Eleonora nel 1202 rientrò all'abbazia di Fontevrault, dove prese il velo, e nel 1204 morì, dopo avere sepolto otto dei suoi dieci figli; le sopravvissero Giovanni ed Eleonora.
La regina Eleonora morì il 21 marzo (XII Kal. Aprilis) del 1204 e fu sepolta nell'abbazia di Fontevrault, dove era già stato sepolto il marito, Enrico II.

## Discendenza
Eleonora diede a Luigi due figlie:
- Maria[1] (1145-1198), sposò nel 1164 Enrico I il Liberale (1126- † 1182), conte di Champagne, di Blois e di Brie[1],
- Alice[1] (1151-1198), sposò nel 1164, Tibaldo V di Champagne o di Blois, detto il Buono (1129-1191), conte di Blois, Châteaudun e Chartres[1].

A Enrico diede otto figli:
- Guglielmo IX (1153 [38]-1156 [39]), dopo che, nel 1156, gli era stata giurata fedeltà dai vassalli inglesi[39],
- Enrico[40][41] (1155-1183), incoronato re d'Inghilterra nel 1170, ma non ebbe mai un effettivo potere, sposò Margherita, figlia di Luigi VII, re di Francia,
- Matilde[41][42] (1156-1189), sposò nel 1168 il duca di Baviera e di Sassonia Enrico il Leone (1130-1195),
- Riccardo I[41] (1157-1199), re d'Inghilterra noto come Cuor di Leone,
- Goffredo II[41] (1158-1186), duca di Bretagna, sposò, nel 1181, Costanza di Richemont (?-1201),
- Eleonora[41] (1162-1214), sposò, nel 1177, Alfonso VIII di Castiglia (1155-1214),
- Giovanna[43] (1165-1199), sposò nel 1176 il re di Sicilia Guglielmo II (1153-1189) e, in seconde nozze, il conte di Tolosa Raimondo VI (1156-1222),
- Giovanni I[41] (1166-1216), detto Senza Terra, re d'Inghilterra.

## Cinema
Dalla storia di Eleonora ed Enrico II lo scrittore statunitense James Goldman ha tratto il testo teatrale Il leone d'inverno. Nel 1968 Goldman ha scritto la sceneggiatura della versione cinematografica Il leone d'inverno con la regia di Anthony Harvey, vincendo per questo il premio Oscar, il premio Writers Guild of America e il premio Writers' Guild of Great Britain: nel film, Eleonora d'Aquitania è interpretata da Katharine Hepburn, mentre Peter O'Toole veste i panni di Enrico II. Nel 2003 il regista Andrej Končalovskij ne ha ricavato una miniserie televisiva, in cui i ruoli di Eleonora d'Aquitania ed Enrico II sono ricoperti rispettivamente da Glenn Close e Patrick Stewart.
Nel film del 2010 Robin Hood del regista Ridley Scott Eleonora è interpretata da Eileen Atkins.

## Letteratura e musica
Le è stato dedicato un romanzo scritto da Mireille Calmel, chiamato Le nozze di Eleonora.
La scrittrice inglese Elizabeth Chadwick ha pubblicato una biografia romanzata in tre volumi con i titoli "La regina ribelle", "La corona d'inverno" e "Il trono d'autunno".
La cantautrice Francesca Romana Perrotta le dedica la canzone dal titolo La canzone segreta.

## Videogiochi
Eleonora appare per la prima volta in Sid Meier's Civilization VI, nello specifico nell'espansione Gathering Storm, come capo dei francesi e degli inglesi.

## Ascendenza
|                                     |                            |                               | Genitori                  |  |  | Nonni |  |  | Bisnonni                    |  |  | Trisnonni                |  |
|                                     |                            |                               |                           |  |  |       |  |  | Guglielmo VIII di Aquitania |  |  | Guglielmo V di Aquitania |  |
|                                     |                            |                               |                           |  |  |       |  |  | Guglielmo VIII di Aquitania |  |  | Guglielmo V di Aquitania |  |
|                                     |                            | Agnese di Borgogna            |                           |  |  |       |  |  | Guglielmo VIII di Aquitania |  |  |                          |  |
| Guglielmo IX d'Aquitania            |                            |                               |                           |  |  |       |  |  | Guglielmo VIII di Aquitania |  |  |                          |  |
|                                     |                            | Hildegarda di Borgogna        | Roberto I di Borgogna     |  |  |       |  |  |                             |  |  |                          |  |
|                                     |                            | Hildegarda di Borgogna        | Roberto I di Borgogna     |  |  |       |  |  |                             |  |  |                          |  |
|                                     |                            | Hildegarda di Borgogna        | Ermengarde d'Angiò        |  |  |       |  |  |                             |  |  |                          |  |
| Guglielmo X di Aquitania            |                            | Hildegarda di Borgogna        |                           |  |  |       |  |  |                             |  |  |                          |  |
|                                     |                            | Guglielmo IV di Tolosa        | Ponzio II di Tolosa       |  |  |       |  |  |                             |  |  |                          |  |
|                                     |                            | Guglielmo IV di Tolosa        | Ponzio II di Tolosa       |  |  |       |  |  |                             |  |  |                          |  |
|                                     |                            | Guglielmo IV di Tolosa        | Almodis de La Marche      |  |  |       |  |  |                             |  |  |                          |  |
| Filippa di Tolosa                   |                            | Guglielmo IV di Tolosa        |                           |  |  |       |  |  |                             |  |  |                          |  |
|                                     |                            | Emma di Mortain               | Roberto di Mortain        |  |  |       |  |  |                             |  |  |                          |  |
|                                     |                            | Emma di Mortain               | Roberto di Mortain        |  |  |       |  |  |                             |  |  |                          |  |
|                                     |                            | Emma di Mortain               | Matilda de Montgomerie    |  |  |       |  |  |                             |  |  |                          |  |
| Eleonora d'Aquitania                |                            | Emma di Mortain               |                           |  |  |       |  |  |                             |  |  |                          |  |
|                                     | Boson, II di Châtellerault | Hugues, I di Châtellerault    |                           |  |  |       |  |  |                             |  |  |                          |  |
|                                     | Boson, II di Châtellerault | Hugues, I di Châtellerault    |                           |  |  |       |  |  |                             |  |  |                          |  |
|                                     | Boson, II di Châtellerault | Gerberge de La Rochefoucauld  |                           |  |  |       |  |  |                             |  |  |                          |  |
| Aymery, I visconte di Châtellerault | Boson, II di Châtellerault |                               |                           |  |  |       |  |  |                             |  |  |                          |  |
|                                     |                            | Alienor de Thouars            | Aimery IV di Thouars      |  |  |       |  |  |                             |  |  |                          |  |
|                                     |                            | Alienor de Thouars            | Aimery IV di Thouars      |  |  |       |  |  |                             |  |  |                          |  |
|                                     |                            | Alienor de Thouars            | Aremgarde de Mauléon      |  |  |       |  |  |                             |  |  |                          |  |
| Aénor di Châtellerault              |                            | Alienor de Thouars            |                           |  |  |       |  |  |                             |  |  |                          |  |
|                                     |                            | Barthelemy de L'Isle Bouchard | Archimbaud Borel de Bueil |  |  |       |  |  |                             |  |  |                          |  |
|                                     |                            | Barthelemy de L'Isle Bouchard | Archimbaud Borel de Bueil |  |  |       |  |  |                             |  |  |                          |  |
|                                     |                            | Barthelemy de L'Isle Bouchard | Agnes de L'Isle Bouchard  |  |  |       |  |  |                             |  |  |                          |  |
| Dangerose de l'Isle Bouchard        |                            | Barthelemy de L'Isle Bouchard |                           |  |  |       |  |  |                             |  |  |                          |  |
|                                     |                            | Gerberge de Blaison           | Eon de Blaison            |  |  |       |  |  |                             |  |  |                          |  |
|                                     |                            | Gerberge de Blaison           | Eon de Blaison            |  |  |       |  |  |                             |  |  |                          |  |
|                                     |                            | Gerberge de Blaison           | Tcheletis de Trèves       |  |  |       |  |  |                             |  |  |                          |  |
|                                     |                            | Gerberge de Blaison           |                           |  |  |       |  |  |                             |  |  |                          |  |

### Fonti primarie
- (LA) Chronicon Santi Maxentii Pictavinis, Chroniques des Eglises d´Anjou.
- (LA) Chronique de Robert de Torigni, abbé de Mont-Saint-Michel.
- (LA) Historia Rerum in partibus transmarinis gestarum, liber XIV.
- (LA) Monumenta Germaniae Historica, Scriptores, tomus XXIII.
- (LA) Jacques-Joseph Champollion, Documents historiques inédits tirés des collections manuscrites de la bibliothèque royale, Tomes II.
- (LA) Chronique de Guillaume de Nangis.
- (LA) Rerum Gallicarum et Francicarum Scriptires, tomus XII.
- (LA) Orderici Vitalis, Histoira Ecclesiastica.
- (LA) Cartulaire de l'abbaye royale de Notre-Dame de Saintes.
- (LA) Florentii Wigornensis Monachi Chronicon Continuatio.

### Letteratura storiografica
- Jean Markale, Eleonora d'Aquitania. La Regina dei Trovatori, traduzione di Marina Bianchi, Collana La Storia, Milano, Rusconi, 1980,  p. 301.
- Alison Weir, Eleonora d'Aquitania. La regina di due nazioni, Rizzoli, 2002.
- Louis Alphen, La Francia: Luigi VI e Luigi VII (1108-1180), in: Storia del mondo medievale, vol. V, 1980, pp. 705–739
- Frederick Maurice Powicke, I regni di Filippo Augusto e Luigi VIII di Francia, in: Storia del mondo medievale, vol. V, 1980, pp. 776–828
- William John Corbett, Inghilterra: 1087-1154, in: Storia del mondo medievale, vol. VI, 1980, pp. 56–98
- Doris M. Stenton, Inghilterra: Enrico II, in: Storia del mondo medievale, vol. VI, 1980, pp. 99–142
- Frederick Maurice Powicke,  Inghilterra: Riccardo I e Giovanni, in: Storia del mondo medievale, vol. VI, 1980, pp. 143–197.
- Régine Pernoud, Eleonora d'Aquitania (La vie, la legende, l'influence d'Alienor, comtesse de Poitou, duchesse d'Aquitania, Reine de France, puis d'Angleterre, dame des troubadours et des bardes bretons), traduzione di M. Manganelli e C. Marabelli, editoriale di Jean Leclercq, Collana Di fronte e attraverso. Biblioteca cultura medievale n. 104, Milano, Jaca Book, 1983-2012,  p. 284, ISBN 978-88-16-40104-4.